# Ninguiszida
Ninguiszida (em sumério: 𒀭𒊩𒌆𒄑𒍣𒁕; romaniz.: dnin-g̃iš-zid-da) é uma divindade mesopotâmica da vegetação e do submundo. Thorkild Jacobsen traduz Ninguiszida como sumério para "senhor da boa árvore".

## Mitologia
Na mitologia suméria, ele aparece no mito de Adapa como um dos dois guardiões do palácio celestial de Anu, ao lado de Dumuzi. Ele às vezes era descrito como uma serpente com cabeça humana.
Lagas tinha um templo dedicado a Ninguiszida, e Gudea, patesi de Lagas no século XXI a.C. (cronologia curta), foi um de seus devotos. No Louvre, há um famoso vaso de esteatita verde esculpido para o rei Gudea de Lagas, dedicado com sua inscrição: 
| “ | "Ao deus Ningiszida, seu deus, Gudea, Ensi (governador) de Lagas, pelo prolongamento de sua vida, dedicou esta" | ” |

Ninguiszida às vezes é filho de Ninazu e Ninguirida, embora o mito da jornada de Ninguiszida ao mundo dos mortos sugira que ele é filho de Eresquigal. Seguindo uma inscrição encontrada em Lagas, ele era filho de Anu, os céus.
Sua esposa é Azimua e também Guestinana, enquanto sua irmã é Amasilama. Em alguns textos, diz-se que Ninguiszida é mulher, o que significa "Nin" e se referia a Senhora, que é principalmente como a palavra é usada pelos sumérios. Ele ou ela foi um dos ancestrais de Gilgamés.
O mito de Adapa menciona Ninguiszida.
 

A morte da vegetação está associada à viagem ao submundo de Ninguiszida.

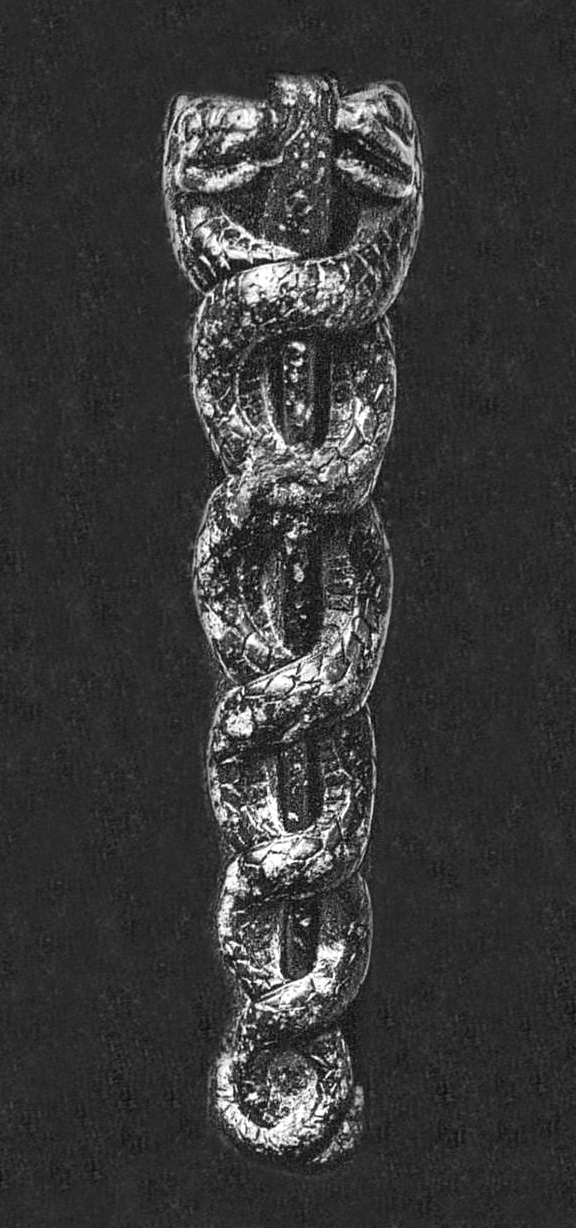
Serpente do deus Ninguiszida no vaso de libação de Gudea, por volta de 2 100 a.C..
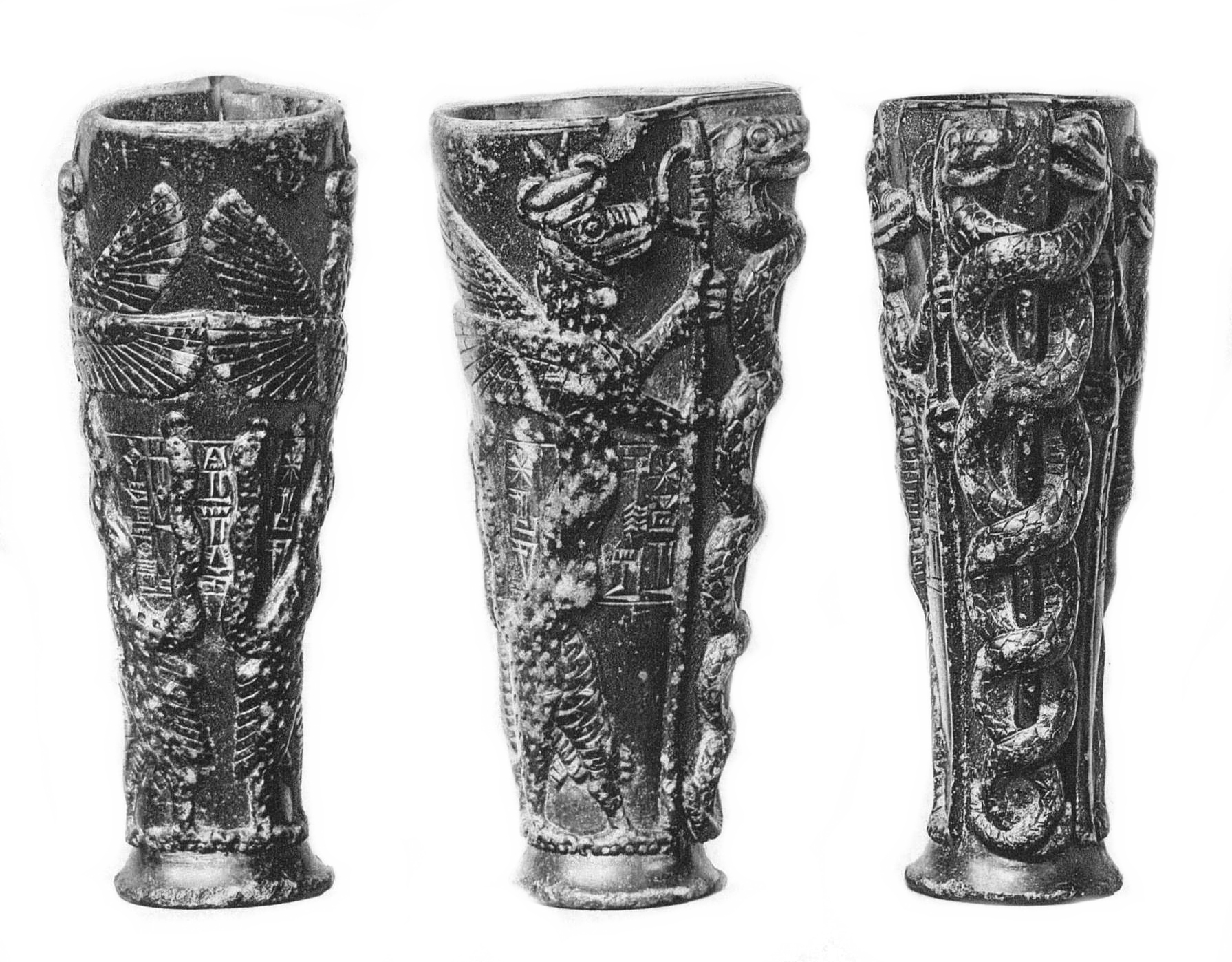
O "vaso de libação de Gudea" com o dragão Musussu, dedicado a Ninguiszida (cronologia curta do século XXI a.C.). O caduceu (à direita) é interpretado como uma representação do próprio deus. Inscrição: | “ | "Ao deus Ninguiszida, seu deus, Gudea, Ensi (governador) de Lagas, pelo prolongamento de sua vida, dedicou este" | ” |
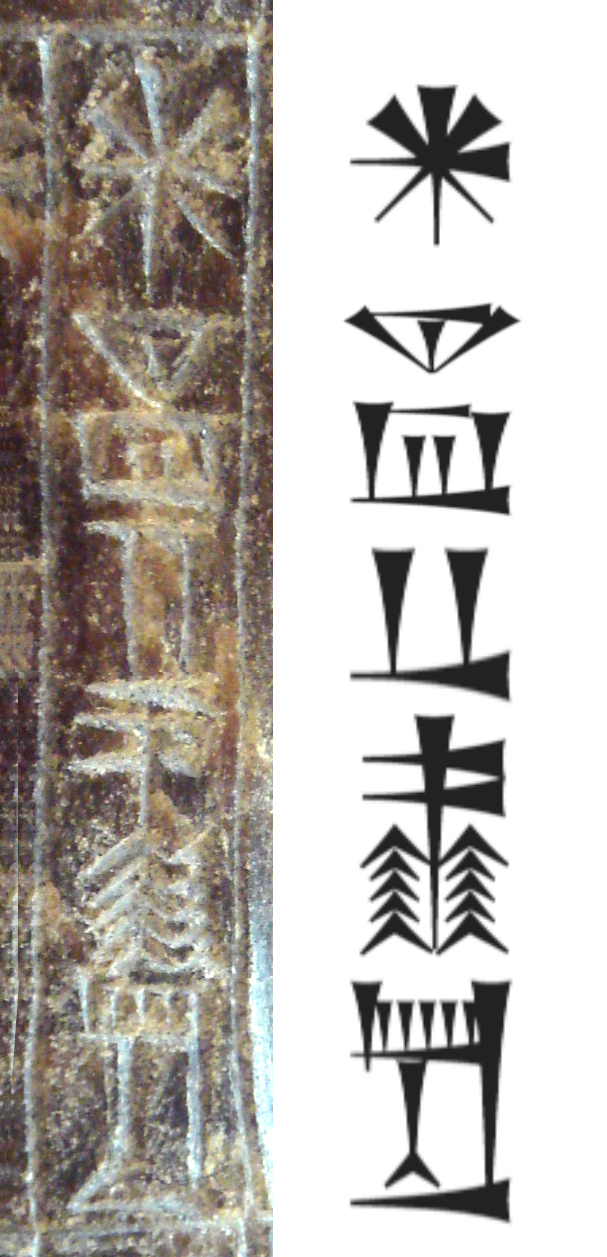
Nome do deus Ninguiszida em uma estátua de Ur-Ninguirsu II.
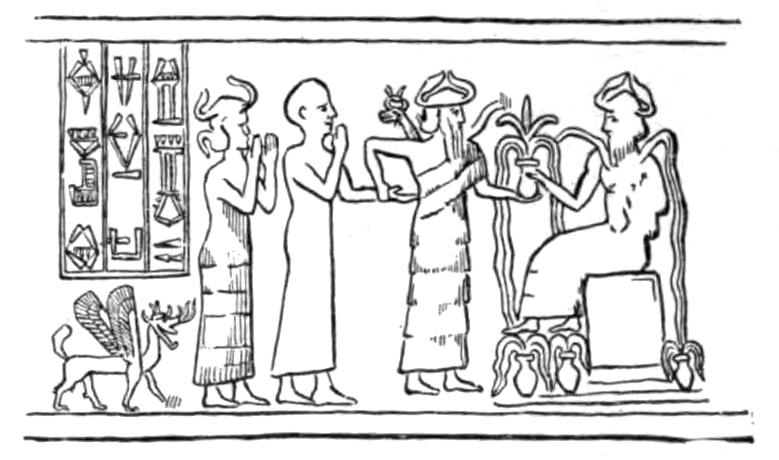
Selo de Gudea, liderado por Ninguiszida, com cobras emergindo de seus ombros.
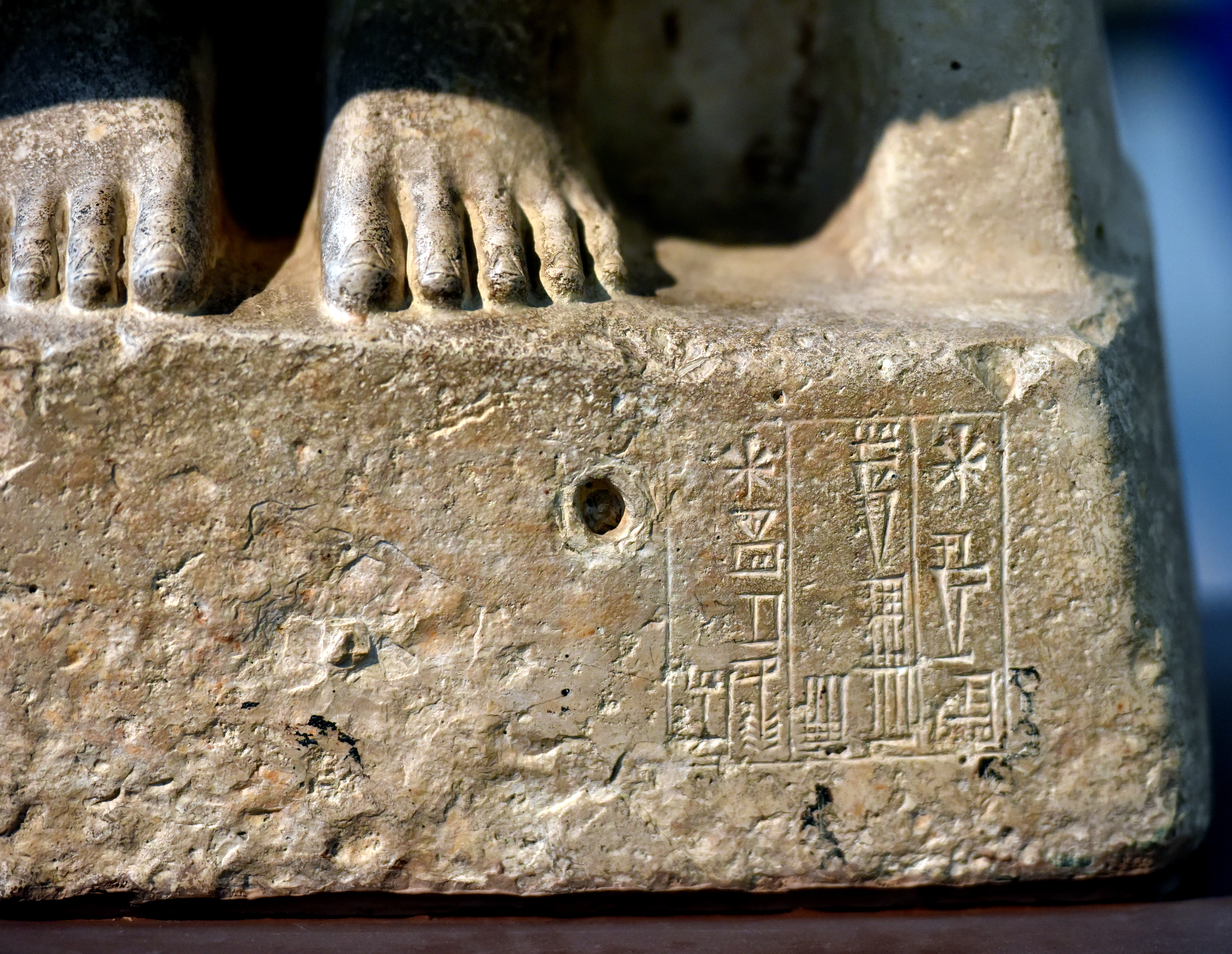
Detalhe, estátua sem cabeça dedicada à divindade suméria Ninguiszida, 2600-2 370 a.C. Museu do Iraque.

## Na cultura popular
- O deus aparece no Simon Necronomicon sob a grafia "Ninnghizhidda".
- Na autobiografia de Marilyn Manson de 1998, The Long Hard Road Out Of Hell, Manson encontrou um Ocultista suburbano que presta homenagem a Ninguiszida.
- No álbum Black Seeds of Vengeance do Nile, na música 'Defiling The Gates Of Ishtar', há uma invocação a Ninguizida: 'Baad Angarru Ninnghizzhidda'.
- É citado nas duas primeiras frases da música "Lord of All Fevers and Plague" da banda estadunidense de death metal Morbid Angel : "Ninnghizhidda - open my eyes - Ninnghizhidda - hear my cries"